# Nanto (miasto)
Nanto (jap. 南砺市 Nanto-shi) – miasto w Japonii, w prefekturze Toyama, w środkowej części wyspy Honsiu.

## Położenie
Miasto leży w południowo-zachodniej części prefektury, graniczy z miastami:
- Tonami
- Takaoka
- Oyabe
- Kanazawa i Hakusan, prefektura Ishikawa
- Hida, prefektura Gifu

## Historia
Nanto powstało w 2004 roku z połączenia miasteczek: Fukuno, Inami, Inokuchi, Johana, Kamitaira, Taira, Toga i Fukumitsu.